# Tinissa spaniastra
Tinissa spaniastra är en fjärilsart som beskrevs av Edward Meyrick 1932. Tinissa spaniastra ingår i släktet Tinissa och familjen äkta malar.
Artens utbredningsområde är Etiopien. Inga underarter finns listade i Catalogue of Life.